# Pietro Longhi

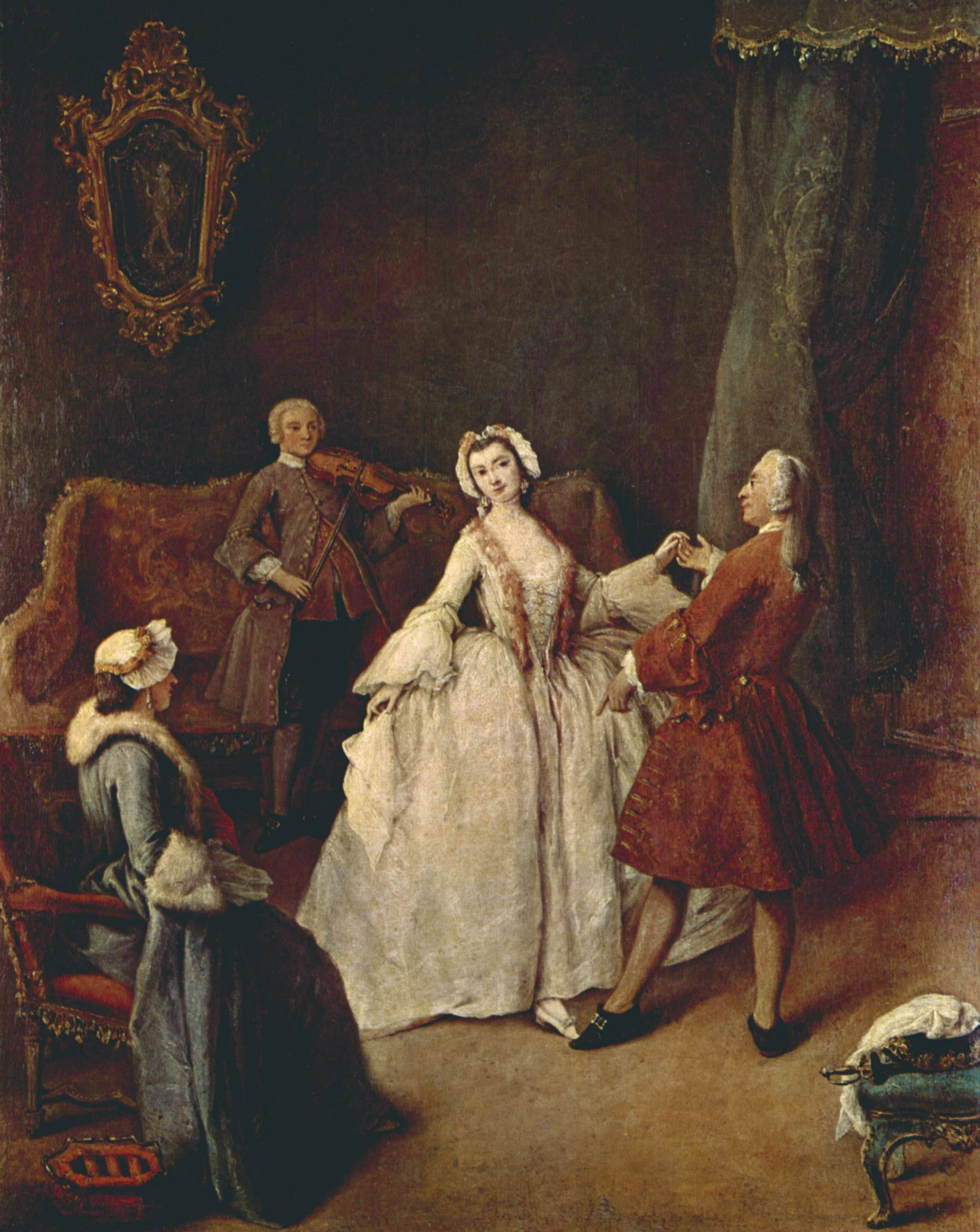
Lekcja tańca (ok. 1741) Gallerie dell’Accademia, Wenecja

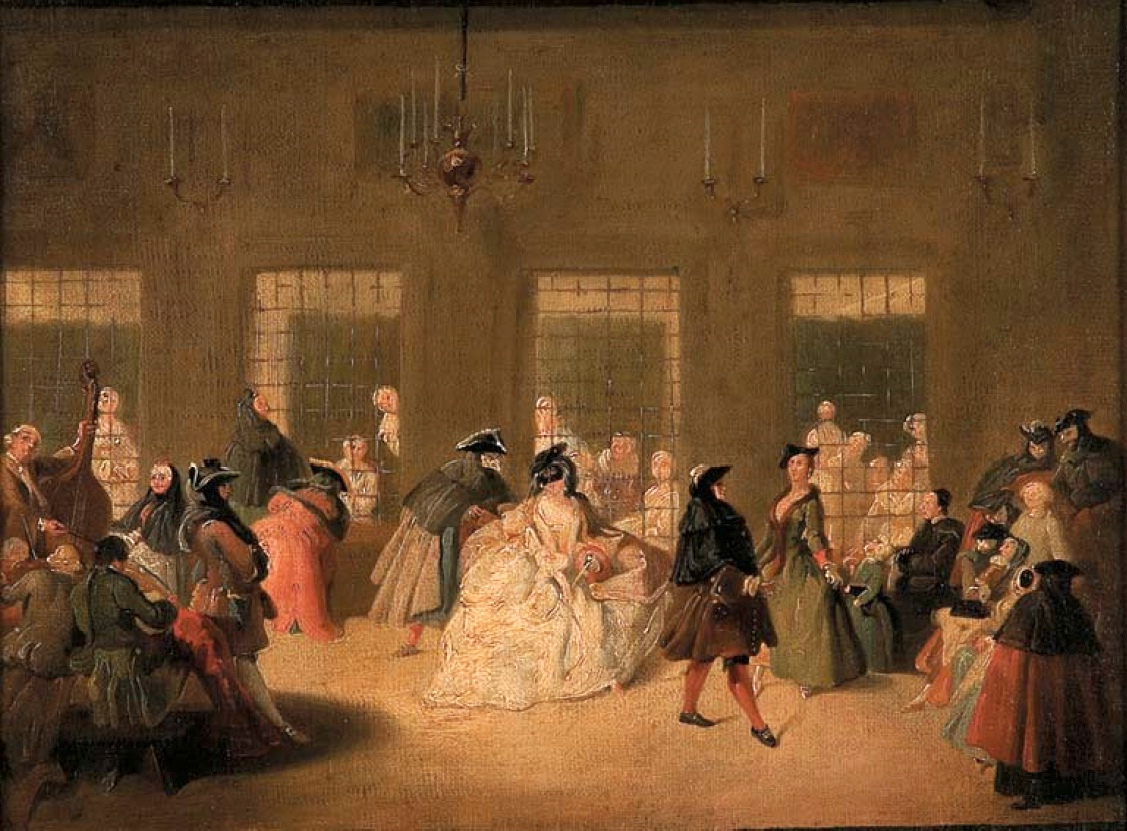
Rozmownica klasztorna (poł. I poł. XVIII w.), Kolekcja „Europeum” Muzeum Narodowego w Krakowie

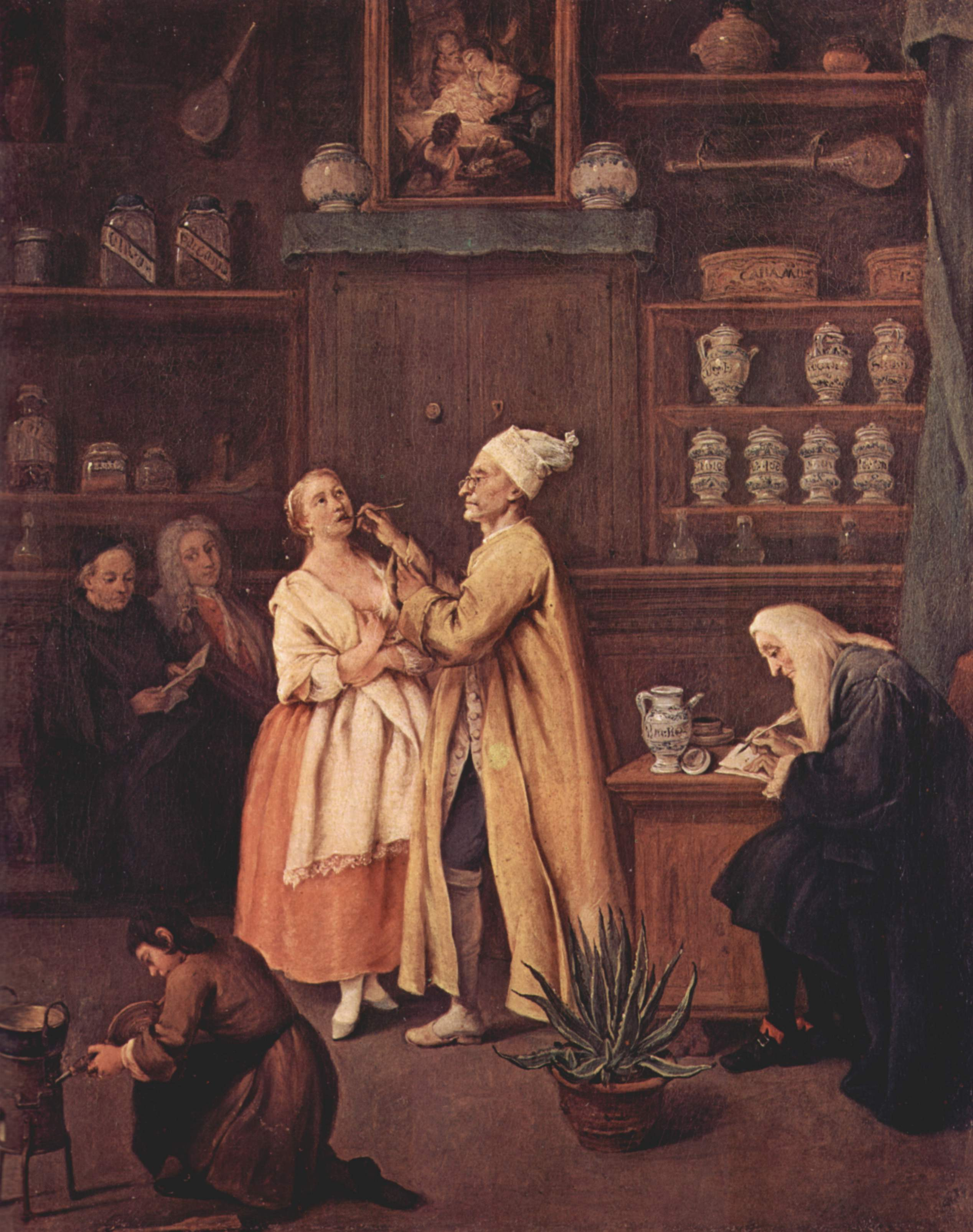
Aptekarz (ok. 1752) Gallerie dell’Accademia, Wenecja

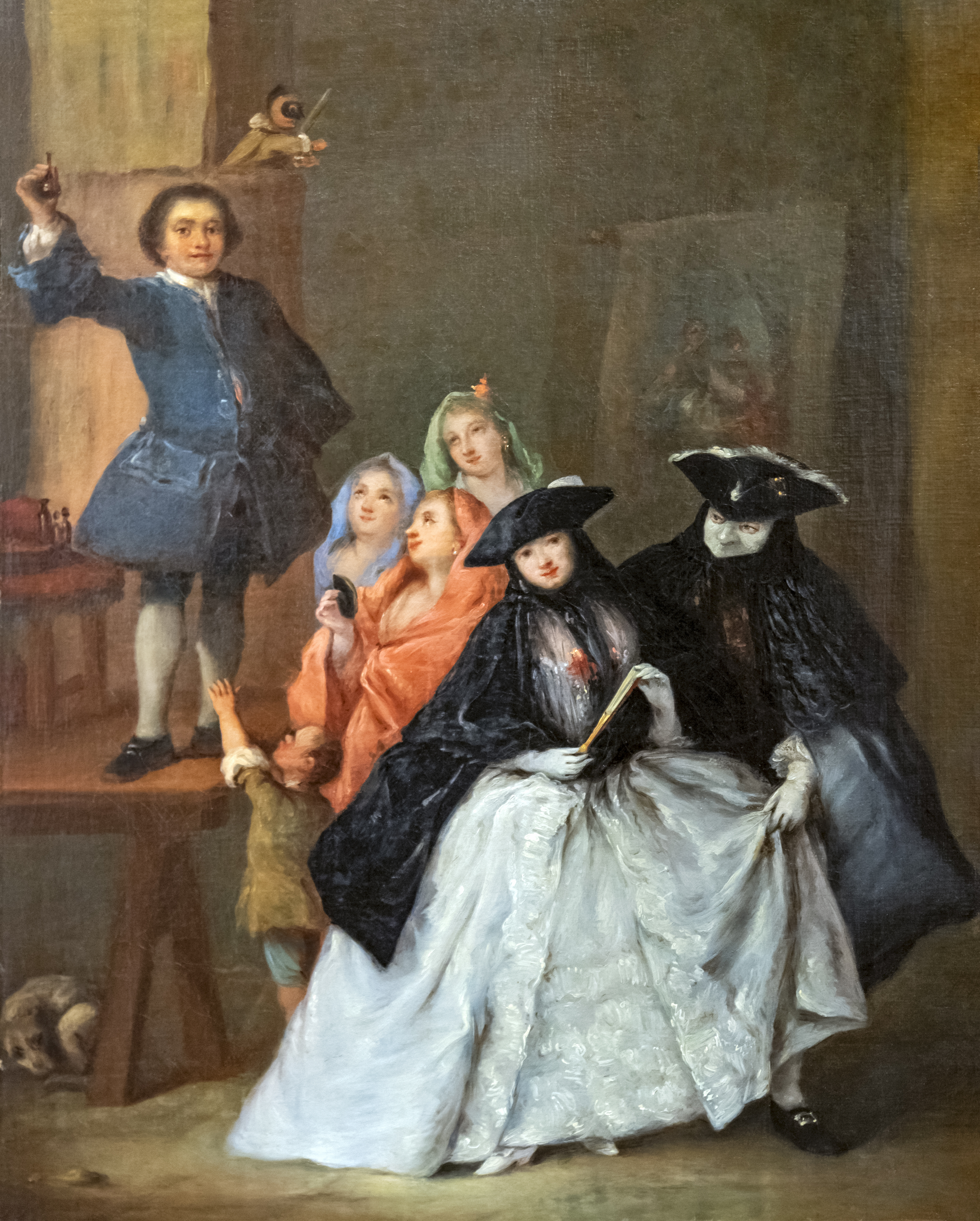
Szarlatan (1757)

Pietro Longhi, właśc. Pietro Falca (ur. 1702 w Wenecji, zm. 8 maja 1785 tamże) – wenecki malarz i rysownik okresu rokoka.
Był synem złotnika. Jego nauczycielami byli Antonio Balestra oraz Giuseppe Maria Crespi. W 1756 został członkiem Akademii w Wenecji. Początkowo malował obrazy religijne i freski, znany jest jednak przede wszystkim jako malarz niewielkich scen rodzajowych, przedstawiających życie arystokracji i mieszczaństwa weneckiego. Wiele kompozycji poprzedzał studiami rysunkowymi (czarna kredka i sangwina).
Jego syn Alessandro Longhi był znanym portrecistą.

## Wybrane dzieła
- Alchemicy (1757), 61 x 50 cm, Ca’ Rezzonico, Wenecja
- Aptekarz (ok. 1752), 59 x 48 cm, Gallerie dell’Accademia, Wenecja
- Balwierz i dama (ok. 1760), 63 x 51 cm, Ca’ Rezzonico, Wenecja
- Dentysta (1759), 50 x 42 cm, Pinakoteka Brera, Mediolan
- Filozof Pitagoras (1762), 130 x 91 cm, Gallerie dell’Accademia, Wenecja
- Francesco Guardi (1764), 132 x 110 cm, Ca’ Rezzonico, Wenecja
- Introdukcja (1740), 66 x 55 cm, Luwr, Paryż
- Jasnowidz (ok. 1751), 60 x 49 cm, Gallerie dell’Accademia, Wenecja
- Koncert (1741), 60 x 48 cm, Gallerie dell’Accademia, Wenecja
- Koncert rodzinny (1752), 62 x 50 cm, Ca’ Rezzonico, Wenecja
- Krawiec (1741), 60 x 49 cm, Gallerie dell’Accademia, Wenecja
- Lekcja geografii (1752), 62 x 41,5 cm, Fondazione Querini Stampalia, Wenecja
- Lekcja muzyki (ok. 1760), 62 x 49 cm, Gemaldegalerie, Berlin
- Lekcja tańca (ok. 1741), 61 x 51 cm, Gallerie dell’Accademia, Wenecja
- Lew (1765), 61 x 50 cm, Fondazione Querini Stampalia, Wenecja
- List (1746), 61 x 49,5 cm, Metropolitan Museum of Art, Nowy Jork
- Łaskotanie (ok. 1755), 61 x 48 cm, Muzeum Thyssen-Bornemisza, Madryt
- Malarz przy pracy (1740-50), 44 x 53 cm, Ca’ Rezzonico, Wenecja
- Mały koncert (1746), 50 x 52 cm, Pinakoteka Brera, Mediolan
- Nosorożec (1751), 62 x 50 cm, Ca’ Rezzonico, Wenecja
- Omdlenie (1744), 50 x 61,7 cm, National Gallery of Art, Waszyngton
- Pokusa (1746), 61 x 49,5 cm, Metropolitan Museum of Art, Nowy Jork
- Polenta (1740), 61 x 50 cm, Ca’ Rezzonico, Wenecja
- Polowanie w lagunie (ok. 1760), 57 x 54 cm, Fondazione Querini Stampalia, Wenecja
- Poranna czekolada (ok. 1775), 60 x 47 cm, Ca’ Rezzonico, Wenecja
- Praczka (1737), 61 x 50 cm, Ca’ Rezzonico, Wenecja
- Prządka (ok. 1737), 61 x 50 cm, Ca’ Rezzonico, Wenecja
- Ridotto (1757-60), 62,5 x 52 cm, Fondazione Querini Stampalia, Wenecja
- Rodzina Michelich (ok. 1780), 49 x 61 cm, Fondazione Querini Stampalia, Wenecja
- Rodzina patrycjuszowska (ok. 1752), 62 x 50 cm, Ca’ Rezzonico, Wenecja
- Rozmownica klasztorna (I poł. XVIII w.), 31 × 40,7 cm, Kolekcja „Europeum” Muzeum Narodowego w Krakowie
- Siedem sakramentów (cykl 7 obrazów - Chrzest, Spowiedź, Komunia, Bierzmowanie, Ślub, Kapłaństwo, Namaszczenie chorych) (ok. 1755), 60 x 49 cm, Fondazione Querini Stampalia, Wenecja
- Spowiedź (ok. 1750), 61 x 50 cm, Uffizi, Florencja
- Szarlatan (1757), 62 x 50 cm, Ca’ Rezzonico, Wenecja
- Szczęśliwa para (ok. 1737), 61 x 50 cm, Ca’ Rezzonico, Wenecja
- Szlachcic całujący rękę damy (ok. 1746), 61 x 50 cm, National Gallery w Londynie
- Wenecjanie w maskach (ok. 1757), 61 x 49 cm, Accademia Carrara, Bergamo
- Wizyta bauty (1760-70), 62 x 50 cm, Ca’ Rezzonico, Wenecja
- Wizyta u lorda (1746), 61 x 49,5 cm, Metropolitan Museum of Art, Nowy Jork
- Wystawa nosorożca w Wenecji (ok. 1751), 60 x 47 cm, National Gallery w Londynie